# 伯東
伯東株式会社（はくとう、英: Hakuto Co.,Ltd.）は、エレクトロニクスを主とした専門商社である。

## 沿革
- 1953年11月 - 高山成雄によって東京都中央区銀座に伯東株式会社を設立。水晶原石を扱う[4]。
- 1999年2月 - 東京証券取引所市場第二部に株式を上場。
- 2000年3月 - 東京証券取引所市場第一部に指定替え。
- 2011年7月1日 - ドイツのファイファーバキューム（ドイツ語版、英語版）社より、アディクセンジャパン株式会社の全株式を取得[5][6]。
- 2012年6月 - アディクセンジャパン株式会社より全事業を譲受け、同社を清算。
- 2022年4月 - 東京証券取引所の市場区分の見直しにより、東京証券取引所市場第一部からプライム市場へ移行。

## 連結子会社
- 伯東A&L株式会社
- モルデック株式会社
- Hakuto Enterprises Ltd.
- Hakuto Singapore Pte.Ltd.
- Hakuto Taiwan Ltd.
- Hakuto Enterprises (Shanghai) Ltd.
- Hakuto (Thailand) Ltd.
- Hakuto Engineering (Thailand) Ltd.
- Hakuto America Inc.
- Hakuto Czech s.r.o.

## 取扱商品
現在扱っている商品
- 真空機器 - ファイファーバキューム社、アディクセン社製品

かつて扱っていた商品
- LISPマシン（アメリカ合衆国LMI（英語版）社 Lambdaシリーズ）[7]